# رابرت اچ. پرون
رابرت اچ. پرون (انگلیسی: Robert H. Pruyn; ۱۴ فوریهٔ ۱۸۱۵ – ۲۶ فوریهٔ ۱۸۸۲) سیاستمدار، وکیل، دیپلمات اهل ایالات متحده آمریکا بود.